# Прогалини у праві
Прогалини у праві, прогалини в законодавстві або правовий вакуум — це повна або часткова відсутність правових норм, якими, виходячи з принципів права, мають бути врегульовані певні суспільні відносини. Прогалину можна констатувати, коли є впевненість, що окреме питання входить у сферу правового регулювання, має вирішуватися за посередництвом юридичних засобів, однак конкретне його вирішення ані в цілому, ані в будь-якій частині не передбачено чи передбачено не повністю. Прогалини у праві можуть усуватися у процесі правотворчості або долатися під час правозастосування, пошуком аналогії законів чи аналогії права.

## Загальна характеристика
К. І. Спектор пропонує визначення прогалини у праві як соціально обумовленого об'єктивними й суб'єктивними факторами правоутворення явища, яке позначає повну або часткову неврегульованість суспільних відносин, виражене в недосконалості правового регулювання.
Згідно з цим, автор пропонує відносити до прогалин випадки, пов'язані, зокрема з: 1) відсутністю конкретної правової норми для регулювання конкретного випадку, що підпадає під сферу правового регулювання; 2) відсутністю певної сукупності правових норм; 3) відсутністю окремої правової норми, її частини; 4) необхідністю правової регламентації конкретного суспільного відношення, виходячи з зацікавленості держави й доцільності регулювання даних відносин; 5) конкретною обставиною, відомою на момент створення правової норми, яка в той період не потребувала регулювання.

## Різновиди прогалин
Існує декілька різновидів прогалин у законодавстві
- залежно від часу їх виникнення;
- первісні прогалини, тобто ті, які існують на момент набрання чинності нормативно-правовими актами;
- наступні прогалини — ті, що з'являються внаслідок подальшого розвитку суспільних відносин, які мають регулюватися правом;
- залежно від можливості подолання прогалин під час правозастосування: — переборні прогалини; — непереборні прогалини;
- залежно від того, чи охоплюється існування прогалин умислом законодавця: — навмисні й ненавмисні прогалини;
- залежно від ступеня відсутності законодавчої регламентації певної групи суспільних відносин: — повні або часткові прогалини.

В аспекті сприйняття європейського правового досвіду цікавим виглядає поділ на прогалини формулювання, які мають місце тоді, коли в дослівному тексті закону відсутня повна регламентація поведінки в тій чи іншій ситуації, та оціночні прогалини, що мають місце тоді, коли тільки буквальний зміст слів, якими сформульовано ту чи іншу норму права, говорить про необхідність її застосування, однак очевидна несправедливість, що матиме місце внаслідок її застосування, вимагає коригування цієї норми.

## Явища, від яких слід відмежовувати прогалини
1. «Кваліфіковане мовчання законодавця», коли законодавець навмисно залишає питання без правового регулювання, віддаючи його вирішення на розсуд правозастосовного органу;
2. «темнота» правових норм, тобто їх неясність, яка долається за допомогою методів тлумачення.

Прогалини у праві слід відрізняти від випадків повної неврегульованості соціальної сфери, яка може бути ліквідована лише шляхом правотворчої діяльності.
Слід відрізняти від прогалин, відсутність приписів щодо суспільних відносин, які знаходяться поза сферою правового регулювання. Дуже слушно зазначає Г. Шершеневич, «тут немає й прогалини — це просто юридично порожній простір, який оточує середовище права», у той час як у ситуації з прогалиною йдеться про відсутність у позитивному праві відповіді на питання, що потребує юридичного рішення.

## Причини виникнення прогалин
К.І Спектор виділяє такі причини виникнення прогалин у праві:
1. Об'єктивні
2. Суб'єктивні

До об'єктивних причин він відносить:
1. природне «старіння» законодавства, пов'язане з розвитком і виникненням нових суспільних відносин, що підлягають правовому ре-регулюванню, для яких чинне законодавство відповідних правових норм не передбачає.

1. «Встановлене в суспільстві право, — пише про це американський правознавець Е.Боденхеймер, — часто приходить в протиріччя з поточними силами соціального зростання, і цей конфлікт може приймати серйозні і гострі форми» .

Суб'єктивними причинами є:
1. неправильне нормативне відображення дійсності, коли формулювання нормативно-правового акту не охоплюється будь-яке суспільне відношення або їх група, що вимагає правового регулювання;
2. внаслідок юридично-технічних помилок, допущених в процесі законотворчості.

Наявність прогалин у законодавстві необхідно розглядати як об'єктивне явище, якого неможливо уникнути навіть при найбільш досконалій і детальній правовій регламентації.

## Усунення прогалин у законодавстві
Єдиним засобом усунення прогалин у законодавстві є правотворча діяльність державних органів. Повноваження на усунення певної прогалини можливе лише в межах нормотворчої компетенції того чи іншого органу держави. Кожний нормотворчий орган наділений правом усунення прогалин, спричинених подальшим розвитком і динамізмом суспільних відносин, що потребують правового регулювання і відносяться до сфери діяльності даного органу.
Для того, щоб наділити судову гілку влади повноваженнями на усунення прогалин, необхідно визнати суд правотворчим органом, наділити його компетенцією на видання норм права, або ж визнати значення норм за окремими рішеннями суду.

## Подолання прогалин у законодавстві
Способи подолання прогалин — це правові інструменти, які дозволяють єдиномоментно вирішити казус, що знаходиться у сфері правового регулювання, якщо нормами права його безпосередньо не передбачено.
Для подолання прогалин зазвичай використовують такі засоби, як аналогія закону й аналогія права.
Аналогія закону — це застосування до неврегульованих конкретною правовою нормою відносин норми права, що регулює подібні відносини у цій або суміжній галузі права.
Аналогія права — це правозастосовна регламентація неврегульованих конкретною правовою нормою відносин на підставі лише принципів права за умови відсутності можливостей використання аналогії закону.
При застосуванні аналогії закону, суд надає певній нормі субсидіарну, разову дію щодо деяких неврегульованих відносин — в додаток до звичайної предметної сфери регулювання. Відбувається ніби нехтування законом, який встановлює випадки на які діє норма.
Застосування права може зайти за межі законів, коли почуття наполегливо вимагає рівного обговорення двох чи кількох відносин. Застосування права ніколи не зупинялося прямо перед цією межею.
Застосування закону за аналогією є дією закону поза звичайними межами своєї чинності.
І аналогія закону, і аналогія права спираються на схожість, подібність відносин (їхнього фактичного складу), які врегульовані законом.